# Armadolides manobo
Armadolides manobo (Synonym: Eubulides manobo) ist eine auf der philippinischen Insel Mindanao heimische Gespenstschrecken-Art und der bisher einzige, beschriebene Vertreter der Gattung Armadolides.

## Merkmale
Die in beiden Geschlechtern flügellose Art, ähnelt stark denen der nahe verwandten Gattung Eubulides, ist aber im Schnitt kleiner und unterscheidet sich durch die bei ihr auf dem hinteren Meso- und Metanotum vorhandenen Stacheln (Meso- und Metanotalen) und ein deutliches, mittleres Stachelpaar auf dem Pronotum. Außerdem befindet sich bei Armadolides manobo auf den Terga drei bis fünf des Abdomens im hinteren Bereich mittig (posteromedial) je ein großer, stachelförmiger Vorsprung. Wie bei Eubulides ist der Legestachel der Weibchen, welcher den eigentlichen Ovipositor umgibt, deutlich gebogen. 
Das aus der Region um den Berg Apo stammende, erste bekannte Weibchen, welches als Holotypus beschrieben wurde, ist mit 6,0 cm deutlich größer, als die aus der Provinz Bukidnon stammenden Weibchen, die lediglich 4,3 bis 4,6 cm lang sind. Auch die männlichen Paratypen aus der Region um den Apo sind größer. Obwohl es sich um vier Tiere handelt, wird mit 4,1 cm nur eine Gesamtlänge angegeben. Die vier untersuchten Männchen aus der Provinz Bukidnon sind ebenfalls kleiner. Auch hier wird mit 3,2 cm nur eine Länge angegeben. Insgesamt sind die Tiere aus Bukidnon nicht nur kleiner, sondern auch schlanker und ihre hinteren Meso- und Metanotalen sind ausgeprägter und stacheliger.

## Vorkommen und Lebensweise
Armadolides manobo ist auf der philippinischen Insel Mindanao in der Provinz Cotabato nachgewiesen, wo sie im Gebiet um den Berg Mahuso im Gebirgszug des Apo gefunden wurden. Weitere, etwas kleinere und schlankere Tiere wurden in der Provinz Bukidnon in Intavas in der Gemeinde Sumilao, in Cabanglasan, am Berg Kitanglad und in Valencia City gefunden.
Zu den natürlichen Nahrungspflanzen der Art gehören Saurauia-Arten auf denen die Tiere gefunden wurden. Die mittels des gebogenen Ovipositors im Boden abgelegten, projektilförmigen Eier ähneln denen von Eubulides. Sie sind etwa 5,2 bis 5,5 mm lang, 1,8 bis 2,25 mm breit und 2,7 bis 3,0 mm hoch und bräunlich dunkelgrau. Die Mikropylarplatte ist groß und fast so lang wie die Kapsel. Ihr vorderes Ende ist breit, von fast rechteckiger Form mit abgerundeten Ecken. Die beiden posterior-lateralen Verlängerungen werden zum Ende schmaler und reichen fast bis zum Ende der Eikapsel. Der Deckel (Operculum) ist leicht elliptisch, abgeflacht und fällt zur dorsalen Seite hin leicht ab, so dass ein deutlicher Opercularwinkel entsteht. In seiner Mitte befindet sich ein Borstenberg (siehe auch Bau des Phasmideneies).

## Taxonomie und Systematik
Im Jahr 2022 beschrieben Mescel S. Acola, Jeremy Carlo B. Naredo und Orlando L. Eusebio die Art an einem Weibchen und vier Männchen aus der Provinz Cotabato auf Mindanao als Eubulides manobo. Das Weibchen wurde als Holotypus, die vier Männchen als Paratypen am Museum der Central Mindanao University hinterlegt. Der Artzusatz ist den Manobo gewidmet, einem indigenen Volk auf Mindanao. Bereits 2023 überführte Frank H. Hennemann die Art in die eigens für diese aufgestellte Gattung Armadolides. Für seine Untersuchungen lagen ihm elf Weibchen, vier Männchen und eine weibliche Nymphe von verschiedenen Fundorten aus der Provinz Bukidnon vor. Davon sind neun Weibchen, drei Männchen und die weibliche Nymphe im Museum für Naturwissenschaften in Brüssel hinterlegt. Die restlichen Tiere stammen aus seiner Sammlung. Der neutrale Gattungsname ist eine Kombination aus dem Filipinowort „armado“ für stachlig oder bewehrt und der Endung „lides“, welche Bezug nimmt auf die nahe verwandte Gattung Eubulides. Somit hat er die Bedeutung “stachlige Eubulides”.